# Philippe Alliot
Philippe Alliot, född 27 juli 1953 i Voves i Eure-et-Loir, är en fransk racerförare. 

## Racingkarriär
Alliot tävlade i formel 1 under senare hälften av 1980-talet och början av 1990-talet.  Han körde för ett antal mindre stall, men även för McLaren i Ungerns Grand Prix 1994.

## F1-karriär
| Säsong | Stall/Tillverkare              | Poäng | Placering |
| ------ | ------------------------------ | ----- | --------- |
| 1984   | RAM-Hart                       | 0     | –         |
| 1985   | RAM-Hart                       | 0     | –         |
| 1986   | Ligier-Renault                 | 1     | 18        |
| 1987   | Larrousse (Lola-Ford)          | 3     | 17        |
| 1988   | Larrousse (Lola-Ford)          | 0     | –         |
| 1989   | Larrousse (Lola-Lamborghini)   | 1     | 26        |
| 1990   | Ligier-Ford                    | 0     | –         |
| 1993   | Larrousse-Lamborghini          | 2     | 17        |
| 1994   | Larrousse-Ford McLaren-Peugeot | 0     | –         |